# Fuori!
Le Fuori! (acronyme de Fronte Unitario Omosessuale Rivoluzionario Italiano!, F.U.O.R.I.!, ce qui signifie « dehors » en italien, faisant référence au mot d'ordre du GLF « Come out of the closet » ou « sortir du placard ») est une association LGBT italienne, active dès les années 1970 qui défend les droits des homosexuels. Elle siège d'abord à Turin avant de s'installer à Padoue.
Le plus grand succès du FUORI! a été de contraindre des médecins, réunis en 1973 au congrès psychiatrique de San Remo, Italie, à quitter les lieux avant la fin de leurs travaux. Le professeur Juan José López Ibor, psychiatre , médecin de prison espagnol entre autres, y a fait la communication suivante :  « Mon dernier patient était un déviant. Après intervention chirurgicale sur le lobe inférieur du cerveau, il présente, certes, des troubles de la mémoire et de la vision, mais se montre légèrement attiré par les femmes ».